# MV 아구스타 F4
MV 아구스타 F4(MV Agusta F4)는 MV 아구스타에서 1999년부터 2018년까지 생산했던 인라인 4기통 스포츠 바이크이다.